# Christhard Mahrenholz
Konrad Andreas Christian Reinhard dit Christhard Mahrenholz (né le 11 août 1900 à Adelebsen, mort le 15 mars 1980 à Hanovre) est un musicologue et pasteur évangélique allemand.

## Biographie
Fils de pasteur, il prend à partir de 1915 des leçons de piano et d'orgue. De 1919 à 1925, il est organiste et chef de chœur dans sa ville natale. À partir de 1919, il étudie à Marbourg, puis la théologie protestante et la musicologie à Göttingen et Leipzig. Il obtient un doctorat en 1923 avec une étude sur le musicien Samuel Scheidt.
Il a un emploi comme bibliothécaire adjoint à la bibliothèque universitaire de Göttingen. En 1925, il est ordonné pasteur à Hildesheim puis vicaire de la paroisse Sainte-Marie de Göttingen. Grâce au nouvel orgue, il fait connaître la musique baroque. En 1926, Mahrenholz devient pasteur de Groß Lengden. En 1930, il arrive au consistoire de Hanovre et a un poste d'enseignant à l'université de Göttingen. En 1933, il est président de la Chorverband in der Evangelischen Kirche in Deutschland. Il collabore avec des organismes liés à la Chambre de la musique du Reich.
Après la Seconde Guerre mondiale, Mahrenholz est élu président du Ausschuss für die Rückführung der Glocken (retour des cloches dans les églises). Entre 1949 et 1975, il est président de la Neue Bachgesellschaft, succédant à Karl Straube.
Il est l'un des initiateurs du mouvement liturgique et de la promotion de l'orgue et contribue à la rédaction de l'Evangelisches Kirchengesangbuch. En 1955, il est un fondateur du Jahrbuch für Liturgik und Hymnologie. De 1969 à 1973, il est président évangélique de l'Arbeitsgemeinschaft für ökumenisches Liedgut.
En 1960, il est nommé par l'Église évangélique luthérienne de Hanovre abbé d'Amelungsborn. Kurt Schmidt-Clausen lui succède en 1971.
Il est le père d'Ernst Gottfried Mahrenholz et de Hans Christhard Mahrenholz.

## Annexe

### Source de la traduction
- (de) Cet article est partiellement ou en totalité issu de l’article de Wikipédia en allemand intitulé « Christhard Mahrenholz » (voir la liste des auteurs).